# 庞森
庞森（1957年11月—），中华人民共和国外交官，曾任中华人民共和国驻伊朗伊斯兰共和国特命全权大使。

## 生平
1983年，进入中华人民共和国外交部工作，先后在外交部国际司、常驻联合国日内瓦办事处和瑞士其他国际组织代表团任职，后任常驻联合国日内瓦办事处代表团参赞。1996年，任外交部国际司参赞。1997年，任外交部军控司副司长。2000年，任联合国监核会高级活动评估官。2005年，任中国联合国协会副会长兼总干事。2010年，任外交部国际司副司长。2011年，升任外交部军控司司长。2014年6月，出任中华人民共和国驻伊朗大使。2019年5月，自驻伊朗大使离任。

## 家庭
已婚，有一子。